# هورشوویتشکی
هورشوویتشکی (به چکی: Hořešovičky) یک منطقهٔ مسکونی در جمهوری چک است که در شهرستان کلادنو واقع شده‌است.